# Domus

Domus Romana

Domus este locuința individuală tradițională a familiei romane, situată în mediul urban; avea plan rectangular și numeroase încăperi cu destinație specială pentru folosința membrilor familiei.
Era confortabilă (avea apă, încălzire centrală) și cu spații largi pentru odihnă și recreere (peristylum, hortus).
Era decorată cu statui, mozaicuri, fântâni.
În ultimele secole ale Republicii Romane și sub Imperiul Roman, acest termen desemnează locuința familiilor patricienilor înstăriți, în opoziție cu insula, care denumește un imobil de locuințe închiriate, destinată plebei.

## Arheologie
O mare parte din ceea ce este cunoscut despre Domul Roman provine de la săpăturile de la Pompeii și Herculaneum. Deși există săpături de case în orașul Roma, nici unul dintre aceștia nu a păstrat integritatea originală a structurilor. Casele de la Roma sunt în mare parte fundații goale, biserici convertite sau alte clădiri comunitare. Cel mai faimos domus roman este Domusul lui Livia și Augustus. Puținele arhitecturi originale supraviețuiesc; doar o singură secțiune pe mai multe niveluri a vastului complex rămâne. Chiar și în starea sa inițială, însă, Casa Livia și Augustus nu este o reprezentare bună a unui domus tipic, deoarece locuința aparținea unuia dintre cei mai puternici, bogați și influenți cetățeni ai Romei. În schimb, casele din Pompei au fost păstrate intacte exact așa cum au fost când au fost ocupate de poporul roman acum 2000 de ani. 
Camerele domosului pompean au fost deseori pictate într-unul din cele patru stiluri: primul stil imită zidăria de ashlar, al doilea stil reprezentând arhitectura publică, al treilea stil axat pe creaturi mistic și al patrulea stil combinând arhitectura și creaturile mitice ale celui de-al doilea și stilurile celui de-al treilea.

## Exterior

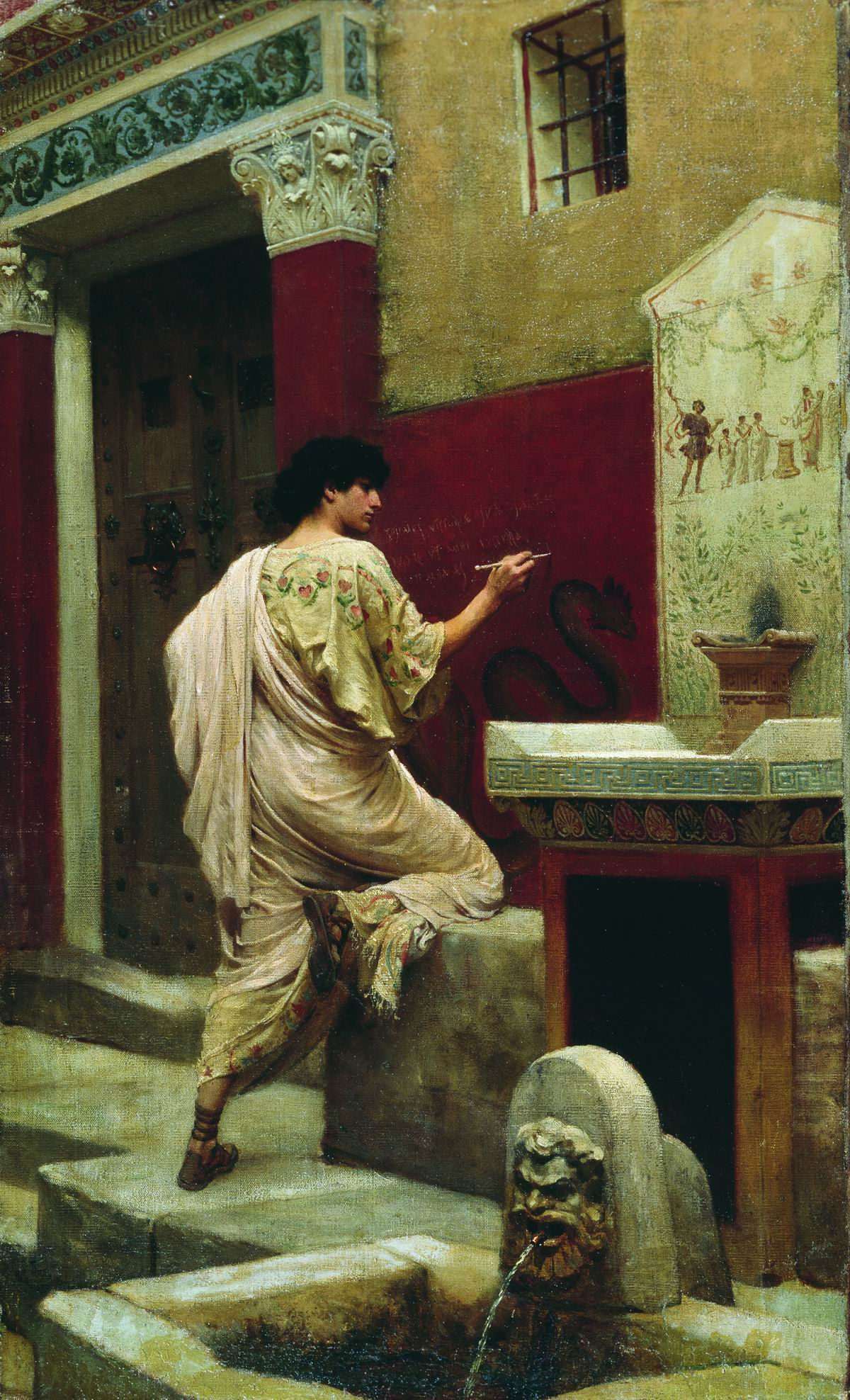
Exteriorul domusului care prezintă intrarea cu ostium

Partea din spate a casei era centrat pe peristil, la fel ca frontul centrat pe atrium. Peristilul era o grădină mică, adesea înconjurată de un pasaj coloidal, modelul mănăstirii medievale. În jurul peristilului au fost băile, bucătăria și tricliniul de vară. Bucătăria era de obicei o cameră foarte mică, cu o mică sobă de ardere a lemnului. Bogații aveau un sclav care lucra ca bucătar și își petrecea aproape tot timpul în bucătărie. În timpul unei zile de vară fierbinți, familia și-a mâncat mâncarea în triclinium de vară pentru a evita căldura. Cea mai mare parte a luminii a venit de la compluviu și peristiliu deschis.
Nu au existat spații separate clar definite pentru sclavi sau pentru femei. Sclavii au fost omniprezenți într-o gospodărie romană și au dormit în afara ușilor comandanților noaptea; femeile au folosit atriul și alte spații pentru a lucra odată ce bărbații au plecat la forum. Nu exista, de asemenea, o distincție clară între camerele destinate exclusiv pentru uz privat și încăperilor publice, deoarece orice cameră privată ar putea fi deschisă oaspeților la un moment dat.

## Galerie de imagini

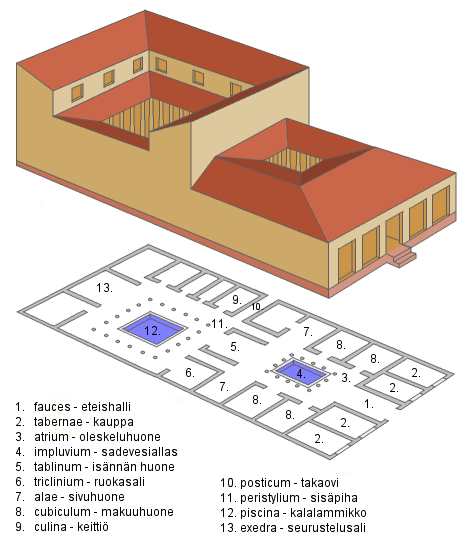
Planul și macheta unei vile de tip pompeian
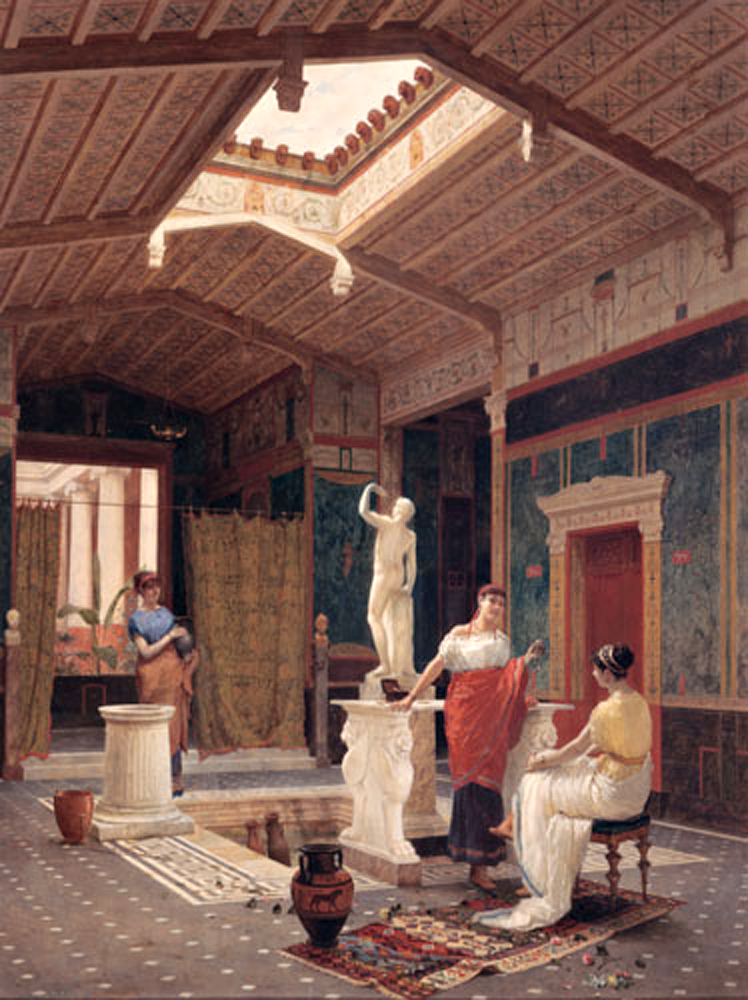
Atriumul unui domus din Pompeii